# Juillet 1985

## Événements
- 5 juillet :
  - République socialiste tchécoslovaque : le pèlerinage à Velehrad pour le 1100e anniversaire de Méthode se transforme en manifestations de croyants moraves et slovaques contre le régime communiste.
  - Espagne : adoption de la loi dépénalisant l'avortement[1]. Felipe González remanie son gouvernement.
  - France : Loi tendant à l'amélioration de la situation des victimes d'accidents de la circulation et à l'accélération des procédures d'indemnisation

- 6 juillet (Espagne) : Carlos Solchaga, nouveau ministre de l'Économie et des Finances, lance un vaste programme de privatisations[2].

- 7 juillet :
  - Mexique : dans un climat d’irrégularité, le Parti révolutionnaire institutionnel se déclare vainqueur des élections parlementaires[3].
  - Formule 1 : victoire du brésilien Nelson Piquet sur une Brabham-BMW au Grand Prix automobile de France.

- 8 juillet :
  - France : accident meurtrier entre un train et un camion à Saint-Pierre-du-Vauvray.

- 10 juillet : 
  - Explosion du Rainbow Warrior, navire du groupe écologiste Greenpeace, dans le port d'Auckland, du fait des services secrets français.
  - Dégel sino-soviétique, voyage en URSS du vice-premier ministre chinois.

- 12 juillet (Portugal) : dissolution du Parlement à la suite de la rupture de la « grande coalition » entre le Parti socialiste et le Parti social-démocrate.

- 13 juillet : 
  - Le Live Aid, un double concert historique, à vocation humanitaire, est donné conjointement à Londres et à Philadelphie. Il est organisé par Bob Geldof et Midge Ure dans le but de lever des fonds pour soulager la famine éthiopienne en cours. Le concert recueille plus de 50 000 000 £. Il est retransmis par de nombreuses télévisions, en direct, dans le monde entier.
  - Ronald Reagan se fait opérer d’un cancer du côlon.

- 20 juillet, Afrique du Sud : révolte des ghettos noir et instauration de l’état d’urgence par le régime de Pretoria.

- 21 juillet (Formule 1) : Grand Prix automobile de Grande-Bretagne.

- 24 juillet : accord Rajiv-Longowal signé au Pendjab à la suite de pourparlers secrets avec les autonomistes modérés.

- 28 juillet : Alan García, candidat de l’Alliance populaire révolutionnaire américaine, prend ses fonctions de président du Pérou. Il entreprend la consolidation démocratique en élargissant sa base de soutien dans la lignée de l’APRA et du réformisme militaire. Malgré des réformes, il ne parvient pas limiter la violence.

## Naissances
- 1er juillet : Léa Seydoux, actrice française.
- 2 juillet : Ashley Tisdale, chanteuse, actrice américaine.
- 4 juillet : Lartiste, chanteur et rappeur français.
- 10 juillet : Mario Gómez, joueur de football international allemand.
- 15 juillet
  - Benjamin Dambielle, joueur de rugby français.
  - Graziano Pellè, joueur de football international italien.
  - Burak Yılmaz, joueur de football international turc.
- 17 juillet : Naissance de Laëtitia alias chiche, experte capillaire.
- 17 juillet : Rémi Camus, aventurier explorateur.
- 18 juillet : 
  - Chace Crawford, acteur américain.
  - Charlotte Dipanda, chanteuse camerounaise.
- 19 juillet : Cyrille Bollore, Directeur général de Bolloré.
- 21 juillet : Vanessa Lengies, actrice canadienne
- 22 juillet : Takudzwa Ngwenya, rugbyman américain.
- 24 juillet : Jamie Hendry, directeur de théâtre britannique et producteur du West End.
- 25 juillet : James Lafferty, acteur américain.
- 26 juillet : Guillaume Pley, animateur de radio.
- 27 juillet : Young Dolph, rappeur américain († 17 novembre 2021).
- 28 juillet : Mamadou Sy, basketteur français.

## Décès
- 11 juillet : George Duvivier, contrebassiste de jazz américain (° 17 août 1920)
- 19 juillet : Janusz A. Zajdel, écrivain polonais de science-fiction (° 15 septembre 1938).
- 25 juillet : Grant Williams, acteur américain (° 18 août 1931).
- 27 juillet : Michel Audiard, scénariste et réalisateur français.